# Acanthaspidiidae
Acanthaspidiidae (лат.) — семейство водяных осликов из надсемейства Janiroidea (Asellota, Isopoda).

## Описание
Мелкие ракообразные (около 1 см). Голова вдвое шире длины, фронтально с длинным, часто тонким или дистально раздвоенным рострумом. Первый переонит с простым латерофронтально направленным удлинённым выступом, расположенным над тазиками первого переопода. Переониты 5—7 также с простыми (небифидными) лапками тергитов латерально. Переониты 2—4 характеризуются латерально раздвоенными удлинёнными выступами тергитов. Тазики этих переонитов вставлены в неглубокую выемку на латеральных краях тергитов, откуда берут начало выступы. Голова и переониты 1—4 примерно такой же длины или немного длиннее, чем переониты 5—7 и плеотельсон. Плеониты все слиты с плеотельсоном. Плеотельсон широкий, сбоку пильчатый, с глубокими выемками или с длинными боковыми шипами. Глаза, если присутствуют, маленькие, круглые, редко расположены на неглубоких возвышениях. Все переподы похожи на ходильные ноги и имеют почти сходную форму. Изоподы Acanthaspidiidae обитают в морских глубинах, а также были обнаружены на континентальном шельфе вокруг Антарктиды. Об их биологии и условиях обитания ничего не известно.

## Классификация
Включает 3 рода.
- Ianthopsis Beddard, 1886 (13 видов)[4]
  - = Janthe
- Iolanthe Beddard, 1886 (20 видов)
  - = Acanthaspidia Stebbing, 1893
  - = Acanthoniscus G.O.Sars, 1879
  - = Exacanthaspidia Menzies & Schultz, 1968
  - = Paracanthaspidia Menzies & Schultz, 1968
- Mexicope Hooker, 1985 (3 вида)[5][6]